# Robert A. McDonald
Pour les articles homonymes, voir Robert McDonald et McDonald.
Robert Alan McDonald  dit Robert A. McDonald, né le 20 juin 1953 à Chicago, est un homme d'affaires, militaire et homme politique américain. Membre du Parti républicain, il est secrétaire aux Anciens combattants de 2014 à 2017 dans l'administration du président Barack Obama.

## Biographie

### Carrière militaire et professionnelle
Le 1er juillet 2009, McDonald devient directeur général Procter & Gamble, entreprise pour laquelle il travaille depuis 29 ans. Confronté à une forte baisse des bénéfices, il lance en février 2012 une importante restructuration du groupe, conduisant à supprimer 5 700 emplois (10 % des salariés) et économiser 10 milliards d'euros sur quatre ans,. Au printemps 2013, après des résultats jugés décevants, il quitte la direction du groupe,.

### Secrétaire aux Anciens combattants
Le 30 juin 2014, le président Barack Obama annonce publiquement son intention de nommer McDonald secrétaire aux Anciens combattants des États-Unis. Il est confirmé le mois suivant par le Sénat des États-Unis par 97 voix contre 0. Il succède à Eric Shinseki, qui a démissionné après un scandale concernant l'accès aux soins des vétérans.